# Bandar Sakti (Bajenis)
Bandar Sakti is een bestuurslaag in het regentschap Tebing Tinggi van de provincie Noord-Sumatra, Indonesië. Bandar Sakti telt 5084 inwoners (volkstelling 2010).